# Conselleria d'Administració Pública de la Generalitat Valenciana
La Conselleria d'Administració Pública de la Generalitat Valenciana ha estat una conselleria o departament de la Consell de la Generalitat Valenciana activa des de la primera legislatura del País Valencià i que va mantindre estructura pròpia fins a la cinquena legislatura que s'integrà en Justícia. Des d'aleshores ha compartit departament amb Hisenda i amb Interior en diferents etapes i governs.
Aquest departament o conselleria és l'encarregada de la gestió de les competències en matèria de funció pública i tecnologies de la informació i la comunicació de l’administració.

## Històric de conselleres i consellers
| # | Legislatura                                     | Nom                                             | Nom                                             | Inici mandat                                    | Fi mandat                                       | Partit polític                                  | Partit polític                                  |
| Conselleria d'Administració Pública (1985-1999)                                                           | Conselleria d'Administració Pública (1985-1999) | Conselleria d'Administració Pública (1985-1999) | Conselleria d'Administració Pública (1985-1999) | Conselleria d'Administració Pública (1985-1999) | Conselleria d'Administració Pública (1985-1999) | Conselleria d'Administració Pública (1985-1999) | Conselleria d'Administració Pública (1985-1999) |
| --- | ----------------------------------------------- | ----------------------------------------------- | ----------------------------------------------- | ----------------------------------------------- | ----------------------------------------------- | ----------------------------------------------- | ----------------------------------------------- |
| 1 | I                                               |                                                 | Vicent Soler i Marco                            | 24 de juliol de 1985                            | 27 de juliol de 1987                            |                                                 | PSPV                                            |
| 2 | II                                              |                                                 | Joaquín Azagra Ros                              | 27 de juliol de 1987                            | 19 de setembre de 1989                          |                                                 | PSPV                                            |
| 3 | II i III                                        |                                                 | Emèrit Bono i Martínez                          | 19 de setembre de 1989                          | 12 de juliol de 1993                            |                                                 | PSPV                                            |
| 4 | III                                             |                                                 | Luis Berenguer Fuster                           | 12 de juliol de 1993                            | 6 de juliol de 1995                             |                                                 | PSPV                                            |
| 5 | IV                                              |                                                 | José Joaquín Ripoll Serrano                     | 6 de juliol de 1995                             | 23 de juliol de 1999                            |                                                 | PP                                              |
| Conselleria de Justícia i Administracions Públiques (1999-2005)                                           |                                                 |                                                 |                                                 |                                                 |                                                 |                                                 |                                                 |
| 6 | V                                               |                                                 | Serafín Castellano Gómez                        | 23 de juliol de 1999                            | 22 de maig de 2000                              |                                                 | PP                                              |
| 7 | V                                               |                                                 | Carlos González Cepeda                          | 22 de maig de 2000                              | 21 de juny de 2003                              |                                                 | PP                                              |
| 8 | VI                                              |                                                 | José Víctor Campos Guinot                       | 21 de juny de 2003                              | 27 d'agost de 2004                              |                                                 | PP                                              |
| Conselleria de Justícia, Interior i Administracions Públiques (2005-2007)                                 |                                                 |                                                 |                                                 |                                                 |                                                 |                                                 |                                                 |
| 9 | VI                                              |                                                 | Miguel Peralta Viñes                            | 27 d'agost de 2004                              | 29 de juny de 2007                              |                                                 | PP                                              |
| Conselleria de Justícia i Administracions Públiques (2007-2011)                                           |                                                 |                                                 |                                                 |                                                 |                                                 |                                                 |                                                 |
| 10 | VII                                             |                                                 | Fernando de Rosa Torner                         | 29 de juny de 2007                              | 18 de setembre de 2008                          |                                                 | Independent                                     |
| 11 | VII                                             |                                                 | Paula Sánchez de León                           | 18 de setembre de 2008                          | 22 de juny de 2011                              |                                                 | PP                                              |
| Conselleria d'Hisenda i Administracions Públiques (2011-2015)                                             |                                                 |                                                 |                                                 |                                                 |                                                 |                                                 |                                                 |
| 12 | VIII                                            |                                                 | José Manuel Vela Bargues                        | 22 de juny de 2011                              | 30 de novembre de 2012                          |                                                 | PP                                              |
| 13 | VIII                                            |                                                 | José Císcar Bolufer                             | 30 de novembre de 2012                          | 7 de desembre de 2012                           |                                                 | PP                                              |
| 14 | VIII                                            |                                                 | Juan Carlos Moragues Ferrer                     | 7 de desembre de 2012                           | 30 de juny de 2015                              |                                                 | PP                                              |
| Conselleria de Justícia, Administració Pública, Reformes Democràtiques i Llibertats Públiques (2015-2023) |                                                 |                                                 |                                                 |                                                 |                                                 |                                                 |                                                 |
| 15 | IX i X                                          |                                                 | Gabriela Bravo Sanestanislao                    | 30 de juny de 2015                              | 7 de juliol de 2023                             |                                                 | Independent                                     |
| Conselleria d'Hisenda, Economia i Administració Pública (2023-2024)                                       |                                                 |                                                 |                                                 |                                                 |                                                 |                                                 |                                                 |
| 16 | XI                                              |                                                 | Ruth Merino Peña                                | 19 de juliol de 2023                            | 22 de novembre de 2024                          |                                                 | Independent                                     |
| Conselleria de Justícia i Administració Pública                                                           |                                                 |                                                 |                                                 |                                                 |                                                 |                                                 |                                                 |
| 17 | XI                                              |                                                 | Nuria Martínez Sanchis                          | 23 de novembre de 2024                          | Actualitat                                      |                                                 |                                                 |